# جیرارد ننهاون
جیرارد ننهاون (انگلیسی: Gérard Gnanhouan؛ زادهٔ ۱۲ فوریهٔ ۱۹۷۹) یک بازیکن فوتبال سابق اهل فرانسه است که به عنوان دروازه‌بان بازی می‌کرد.
از تیم‌هایی که سابقه حضور دارد می‌توان به باشگاه فوتبال گنگام اشاره کرد.